# Geschichte Indiens
Die Geschichte Indiens umfasst die Entwicklungen auf dem Indischen Subkontinent von der Urgeschichte bis 1947 und die Entwicklung der Republik Indien vor ihrer Gründung 1947 bis zur Gegenwart. Die älteste bekannte Zivilisation auf dem Indischen Subkontinent und eine der ältesten Hochkulturen der Welt ist die Indus-Kultur. Ihre Geschichte reicht mindestens 5000 Jahre zurück. Seit etwa 1500 v. Chr. sollen arische Stämme von Norden eingewandert sein und die vedische Kultur hervorgebracht haben.
Ab dem 6. Jahrhundert v. Chr. entfaltete sich der Buddhismus, der mehr als 1000 Jahre neben dem Hinduismus eine der maßgeblichen Geistesströmungen Indiens war. Im 4. Jahrhundert v. Chr. entstand das Maurya-Reich, das zum ersten Großreich Indiens aufstieg und seine größte Ausdehnung unter Kaiser Ashoka erlangte. Im 3. Jahrhundert v. Chr. blühten die Prakrit-Literatur und die tamilische Sangam-Literatur im südlichen Indien auf. Im 4. Jahrhundert n. Chr. entstand im Norden Indiens ein Großreich unter der Herrschaft der Guptas sowie im Süden das tamilische Chola-Reich.
Arabische Eroberungszüge im 8. Jahrhundert brachten den Islam nach Nordwestindien. Als die Araber versuchten, nach Gujarat und darüber hinaus vorzudringen, wurden sie vom indischen König Vikramaditya II der westlichen Chalukya-Dynastie besiegt. Vom 8. Jahrhundert bis zum 10. Jahrhundert herrschten die drei Dynastien Rashtrakuta, Pala und Pratihara über einen großen Teil Indiens und kämpften untereinander um die Vorherrschaft in Nordindien. Im Süden Indiens herrschten die Chola-Dynastie und die Chalukya-Dynastie vom 10. Jahrhundert bis zum 12. Jahrhundert. Der Süden Indiens wurde durch das hinduistische Vijayanagar-Reich vom 14. bis 16. Jahrhundert beherrscht. Während der Moguldynastie spielten die Einflüsse der persischen Kultur eine große Rolle. Im späten 17. Jahrhundert wurde das hinduistische Maratha-Reich gegründet, das im 18. Jahrhundert das Mogulreich überrannte und einen großen Teil Nordindiens eroberte. Im 19. Jahrhundert hatte Großbritannien die vollständige politische Kontrolle über alle indischen Territorien.
Der Widerstand gegen die britische Kolonialherrschaft, vor allem unter Mahatma Gandhi und Jawaharlal Nehru, führte 1947 zur Unabhängigkeit. Der Subkontinent wurde in zwei Staaten aufgeteilt, den säkularen (Hindu‑)Staat Indien und den kleineren islamischen Staat Pakistan. Nach zwei vorangegangenen Kriegen mit Pakistan führte ein dritter Krieg 1971 zur Abspaltung Ostpakistans und zur Gründung des neuen Staates Bangladesch.
Heute sind die fundamentalen Probleme Indiens einerseits der fortdauernde Streit mit Pakistan um die Region Kaschmir, andererseits die starke Überbevölkerung, die zunehmende Umweltverschmutzung, die ausgedehnte Armut sowie ethnische und religiöse Konflikte zwischen Hindus und Muslimen.

## Vorgeschichte

### Altsteinzeit (Paläolithikum)
Die Vorgeschichte Indiens geht bis in die Altsteinzeit zurück, die älteste Fundstätte ist Attirampakkam. Indien liegt am östlichen Rand des Gebietes mit Verbreitung von Faustkeilen. Industrien des Altpaläolithikums sind durch grobe Faustkeile, Chopper, Chopping Tools und Keilmesser charakterisiert. Die frühesten bekannten Funde stammen aus dem Acheuléen, beispielsweise aus der Fundstätte Singi Talav. Die südindischen Industrien des Altpaläolithikums sind auch unter der Bezeichnung Madrasien bekannt, nach dem 1863 durch Bruce Foote entdeckten Fundplatz bei Madras, die aus dem Punjab als Soan.
Es sind sowohl Freilandsiedlungen als auch Höhlenfundorte bekannt, die meisten Funde stammen jedoch aus den Schotterterrassen größerer Flüsse und sind umgelagert. Die Fundstelle von Bhimbetka III F-23 bei Narmadapuram (damals Hoshangabad) in Madhya Pradesh stellt einen der wenigen stratifizierten Fundorte dar. Hier wurde eine Stratigraphie beobachtet, die vom späten Acheuléen bis ins Neolithikum reicht. In den Schichten des späten Acheuléen wurden fünf runde, mit flachen Steinen gepflasterte Befunde beobachtet, die vielleicht die Standorte von Zelten oder einfachen Windschirmen anzeigen. Der Großteil der Werkzeuge besteht aus grobem gelblichem Quarzit, Artefakte aus Chalcedon und grobem Silex sind selten.
Der Hügel von Adamgahr bei Narmadapuram und die Höhle von Gudiyam bei Madras haben ebenfalls stratifizierte Funde aus dem Alt- und Mittelpaläolithikum geliefert. Aus Hathnora im Narmadatal stammen Homininireste aus dem Mittelpleistozän: Ein von Arun Sonakia am 5. Dezember 1982 im Flussbett geborgenes Schädeldach, dessen vielschichtiges Merkmalsmosaik dem indischen „Narmada-Mensch“ (Homo erectus narmadensis) einen Platz zwischen dem klassischen Homo erectus und dem aus diesem hervorgegangenen – bislang aber nicht auf asiatische Funde bezogenen – Taxon Homo heidelbergensis zuzuweisen scheint.
Mittelpaläolithische Industrien weisen verstärkt Werkzeuge auf, die aus Abschlägen hergestellt sind, auch Abschläge von speziell präparierten Kernen sind bekannt. Im Mittelpaläolithikum bilden sich bereits deutliche lokale Unterschiede aus, zum Beispiel zwischen den Industrien des Dekkan und Zentralindiens und den Traditionen des Punjab und des Industals. Das Nevasan (nach der Fundstelle von Nevasa in Maharashtra) steht am Übergang zwischen Alt- und Mittelpaläolithikum. Hier wurden vor allem feinere Silices verarbeitet, was zu dem „fortgeschritteneren“ Aussehen der Artefakte beigetragen haben mag. Deutliche Bulben an den Artefakten verweisen auf die Technik des direkt harten Schlages. Neben kleinen Faustkeilen kommen retuschierte Abschläge, darunter Bohrer mit steiler Retusche, vor. Kratzer sind häufig und in der Form sehr variabel, die Werkzeuge zeigen insgesamt kaum eine Standardisierung.
Westlich des Aravalligebirges, insbesondere im Luni-Becken, findet sich ein wesentlich höherer Anteil von Werkzeugen aus Abschlägen, auch hier sind Kratzer die vorherrschende Form. Daneben kommen auch Stichel und Lateralretuschen aus präparierten Abschlägen vor. Das vorherrschende Rohmaterial ist Rhyolith.
In Jerruk bei Hyderabad wurden Schlagplätze mittelpaläolithischer Artefakte ausgegraben. Neuere Funde sind zum Beispiel ein mittelpaläolithisches Bergwerk im Kaladgi-Becken in Südindien.
Im Jungpaläolithikum finden sich die ersten Klingen-Industrien. Es wird eine lokale Entwicklung von Klingenindustrien in den Rohri- und Luni-Gruppen angenommen.
Für jungpaläolithische Funde aus dem Belan-Tal im südlichen Uttar Pradesh liegen Radiokarbon-Daten von 18.000–17.000 v. Chr. vor.
Zu Beginn des Jungpaläolithikums wurde vermutlich noch mit direkt hartem Schlag gearbeitet, spätere Industrien des Jungpaläolithikums zeigen sehr regelmäßige Klingen und flaue Bulben, hier wurde vielleicht bereits ein Hammer aus organischem Material eingesetzt.
Auch paläolithische Felskunst ist bekannt. Organische Reste wie Knochen haben sich nur selten erhalten, deshalb ist wenig über Ernährung und Lebensweise bekannt.

### Mittelsteinzeit (Mesolithikum)
Mesolithische Industrien setzen zu Beginn des Holozäns im 9. Jahrtausend ein, eine jägerische und sammlerische Lebensweise wurde in vielen Teilen Indiens jedoch bis weit ins Neolithikum, teilweise bis in die Gegenwart fortgesetzt. Der Übergang vom Jungpaläolithikum zum Mesolithikum scheint in Zentral- und Westindien ebenfalls eine lokale Entwicklung gewesen zu sein. Das verwendete Rohmaterial ändert sich allmählich, Quarz wird beliebt, und die Artefakte werden zunehmend kleiner. Mesolithische Artefakte sind vor allem aus regelmäßigen Klingen gefertigt.
Mesolithische Fundstellen sind sehr häufig, wenn allein Artefakte aus geschlagenem Stein erhalten sind, ist allerdings die Entscheidung, ob es sich um Jäger und Sammler oder frühe Ackerbauern handelt, oft schwierig. Die Fundstelle von Budha Pushkar z. B. hat Schlagplätze mit mikrolithischen Artefakten, Keramik in chalkolithischer Tradition und einen Angelhaken aus Kupfer erbracht. Aus Bagor in Rajasthan stammen Hüttengrundrisse mit gepflasterten Fußböden, auch hier ist die kulturelle Zuordnung aber nicht völlig sicher. Fundstellen mit mesolithischen Industrien wie Langhnaj in Gujarat scheinen noch parallel mit der Indus-Kultur vorzukommen. Aus der Fundstelle Damdama in Uttar Pradesh sind aus dem 3. Jahrtausend Belege für die Nutzung von wildem Reis und anderen wilden Gräsern (Eleusine indica, Dactyloctenium sp.) bekannt. Die Tierknochen stammen alle von Wildtieren. Unter anderem wurden in den späten Schichten zahlreiche Hühner-Knochen gefunden. Forscher wie Fuller (2000, 199) erwägen eine lokale Domestikation in mesolithischem Kontext.
Mesolithische Felskunst ist aus Zentralindien bekannt, z. B. aus dem Felsdächern von Baghai Khor, Bhimbetka bei Bhopal und Adamgarh. Die Felsbilder von Morhana Pahar bei Mirzapur zeigen bereits domestizierte Ziegen und Streitwagen. Die Malereien sind meist mit Hämatit ausgeführt. Aus Mahadaha liegen eine Anzahl gestreckter Bestattungen vor, die Beigaben von Pfeilspitzen, Tierknochen und Knochenanhängern aufwiesen. Weitere wichtige Fundstellen sind Sarai-Nahar-Rai, Birbhanpur in Bengalen und Morhana Pahar in Zentralindien.

### Jungsteinzeit (Neolithikum)
Die Mehrgarh-Kultur in Pakistan und Nordwestindien datiert ins 7. Jahrtausend v. Chr. und stellt die bisher früheste neolithische Besiedlung dar. In Mehrgarh selber wurden in der letzten Siedlungsphase Häuser aus Lehmziegeln und Hockerbestattungen mit reichen Beigaben ausgegraben. Bereits in der ersten, akeramischen Siedlungsphase wurden Weizen, Gerste und Dattelpalme angebaut. Die Tierknochen stammen noch vorwiegend von Wildtieren; Rindern, Ziegen, Schafen etc. In einer entwickelten Phase der Kultur wurde das Zebu und vielleicht Schafe vor Ort domestiziert, Ziegen und domestiziertes Getreide stammt vermutlich aus Westasien.
Auch in Rajasthan scheinen bereits im 7. Jahrtausend domestizierte Weizenarten angebaut worden zu sein. Sichere Domestikate stammen aus der prä-Harappa-Phase im ausgehenden 4. Jahrtausend aus Fundstellen der Ahar-Kultur wie Balathal. Hier sind auch domestizierte Rinder und Schafe belegt. Ab ca. 5000 v. Chr. spricht man in Nordwestindien von einer prä-Harappa-Kultur.
Wann der Übergang zu einer neolithischen Wirtschaftsweise im Gangestal vor sich ging, ist unklar, der Übergang scheint sehr fließend zu sein und liegt zwischen dem 6. und 5. Jahrtausend v. Chr. Kultigene wie Weizen und Flachs erreichten das Gangestal anscheinend erst während der Harappa-Kultur (2500–2000 v. Chr.) und drangen von da aus ab ca. 2500 v. Chr. weiter nach Zentralindien (Kayatha) vor. Aus der Fundstelle Senuwar am mittleren Ganges sind in der ersten Phase Reis (Oryza sativa) und Roter Borstenhirse (Setaria pumila) nachgewiesen, erst aus einer späteren Phase Weizen, Gerste, Linsen und Erbsen. Afrikanische Kulturpflanzen wie Sorghum, Lablab purpureus und Vigna unguiculata tauchen erst im späten 2. Jahrtausend v. Chr. auf. Auf der Fundstelle Hulas am oberen Ganges stammen aus der Zeit zwischen 1800 und 1300 Funde von Früchten der Großen Scharlachranke (Coccinia grandis).
In Gujarat war die neolithische Produktionsweise vermutlich seit dem 4. Jahrtausend v. Chr. bekannt. Fundstellen wie Padri belegen die Herstellung von Keramik und eine sesshafte Lebensweise in der Padri-Kultur (ca. 3000–2600 v.Ch.). Aus Saurashtra sind domestizierte Tiere belegt. Um 4000 v. Chr. sind domestizierte Rinder aus Bagor im nördlichen Gujarat belegt, weitere Fundstellen sind Loteshwar und vielleicht Adamgarh, wo Rinder und Schafe in einem mesolithischen Kontext nachgewiesen wurden.
Die neolithischen Funde aus Assam bestehen vor allem aus Steinbeilen, die schwierig zu datieren sind. Aus Daojali-Hading stammt Keramik mit Schnurabdrücken bzw. Abdrücken eines schnurumwickelten Paddels („cord-marked ware“), die manche Forscher mit südchinesischer Keramik verbinden möchten. Auch hier liegen jedoch keine zuverlässigen Daten vor.
Während das südindische Neolithikum wegen der geschliffenen Steingeräte, besonders von Hacken mit ausgeprägter Schulter („shouldered celts“) traditionell auf nordostindische Vorbilder zurückgeführt wurde, mehren sich in den letzten Jahren die Anzeichen für eine unabhängige Entstehung. Wichtige Domestikate waren Mungbohne (Vigna radiata), deren wilde Vorfahren in den westlichen Ghats vorkommen, Pferdebohnen (Macrotyloma uniflorum), Hirse, (Brachiaria ramosa) und Fuchsschwanz (Setaria verticillata). Die wilden Vorformen der letzten beiden Gräser wuchsen in den Savannen des südlichen Dekkan. Vielleicht wurden auch Yams (Dioscorea) genutzt, Knollenfrüchte sind jedoch notorisch schlecht nachzuweisen. Andere Hirsearten, wie Panicum sumatrense, Paspalum colona, Echinochloa colona und Setaria pumila wurden vielleicht nur gesammelt. Dazu kamen Baumfrüchte wie Jujuben (Ziziphus mauritiana), Amlas (Phyllanthus emblica), Mandeln (Buchnania lanzan), Feigen und wahrscheinlich auch wilde Gurkengewächse (Cucumis sp.). Während des späten Neolithikums und Chalkolithikums tauchten Kulturpflanzen afrikanischer Herkunft, wie Sorghumhirse (Sorghum), Perlhirse (Pennisetum glaucum), Faselbohne (Lablab purpureus) und Augenbohne (Vigna unguilatica) auf, und nordindische Kulturpflanzen wie Weizen und Gerste wurden allmählich übernommen. 
Das Neolithikum des südlichen Dekkan wird in die folgenden Phasen unterteilt:
|                            | Datierung |
| -------------------------- | --------- |
| Ashmond Tradition, Phase 1 | 2800–2200 |
| Ashmond Tradition, Phase 2 | 2200–1800 |
| Ashmond Tradition, Phase 3 | 1800–1000 |

### Bronzezeit
Um die Wende zum 2. Jahrtausend v. Chr. treten Hirse (Setaria italica), Rispenhirse (Panicum miliaceum) und Hanf (Cannabis sativus), vermutlich aus China oder Zentralasien, auf. Im frühen 2. Jahrtausend v. Chr. werden im Dekkan Weizen, Gerste, und Hülsenfrüchte angebaut.

### Indus-Kultur
Die bronzezeitliche Indus-Kultur oder Indus-Zivilisation war eine der frühesten städtischen Zivilisationen, die sich etwa in den Jahren 2800–1800 v. Chr. entlang des Indus im Nordwesten des indischen Subkontinents entwickelte. Sie wird nach dem Hauptausgrabungsort am Ravi-Fluss auch Harappa-Kultur genannt. Neben dem antiken Ägypten und Mesopotamien war sie eine der drei frühesten Zivilisationen der Welt. Sie kannte bereits Städteplanung, vielleicht die Schrift und Architektur. Zu ihrer Blütezeit zählte die Indus-Kultur vermutlich über fünf Millionen Individuen.
Die Quellenlage zur Harappa-Kultur ist im Gegensatz zu den anderen beiden Hochkulturen in Ägypten und Mesopotamien sehr begrenzt. Erst etwa zehn Prozent ihrer Siedlungen wurden ausgegraben. Weder ist ihre Schrift entschlüsselt noch ist ihr Verschwinden ab etwa 1900 v. Chr. geklärt. Es ist nicht einmal geklärt, ob es sich wirklich um eine Schrift handelte.
| 6500 v. Chr.         | (unsichere Datierung) Mehrgarh älteste entdeckte Siedlung im Industal |
| 2600 v. Chr.         | Hochkultur beginnt: Stadtplanung, Kanalisation                        |
| 1800 v. Chr.         | Untergang der Indus-Kultur                                            |
| 1500 bis 600 v. Chr. | Vedische Zeit                                                         |
| 500 v. Chr.          | Beginn der buddhistischen Gandhara-Kultur, etwa 1000 Jahre            |
| 711 n. Chr.          | Erster islamischer Einfluss                                           |
| 1526 bis 1761        | Mogulreich, Blütezeit des Islam auf dem indischen Subkontinent        |
| 1859 bis 1947        | Britische Herrschaft                                                  |
| ab 1947              | Teilung in die Staaten Indien und Pakistan                            |

## Vedische Zeit
Die vom Norden her einwandernden Arier brachten etwa ab 1500 v. Chr. die vedische Kultur hervor, als sie sich mit den einheimischen Stämmen vermischten. Diese Wanderungsbewegungen gingen sehr langsam vonstatten. In der mittelvedischen Zeit (ca. 1200–900 v. Chr.) erfolgte die Ansiedlung im Punjab und westlichen Ganges- und Yamuna-Tal. Die vedische Religion, die von Opferritualen und Hymnen an die Götter geprägt ist, erlebte eine erste Blütezeit. In dieser Phase entstanden zum Beispiel die Riksamhitas, das sind Loblieder an die Götter. Die Götterwelt ähnelte der indogermanischen Götterwelt. Man bittet die Götter um Reichtum, Gold und Rinder. Die Lebensweise, die am Anfang noch halbnomadisch war, ging fließend in die Sesshaftigkeit über. Das Wort für Wagentreck (grama) zum Beispiel machte einen Bedeutungswandel durch und bedeutet später Dorf.

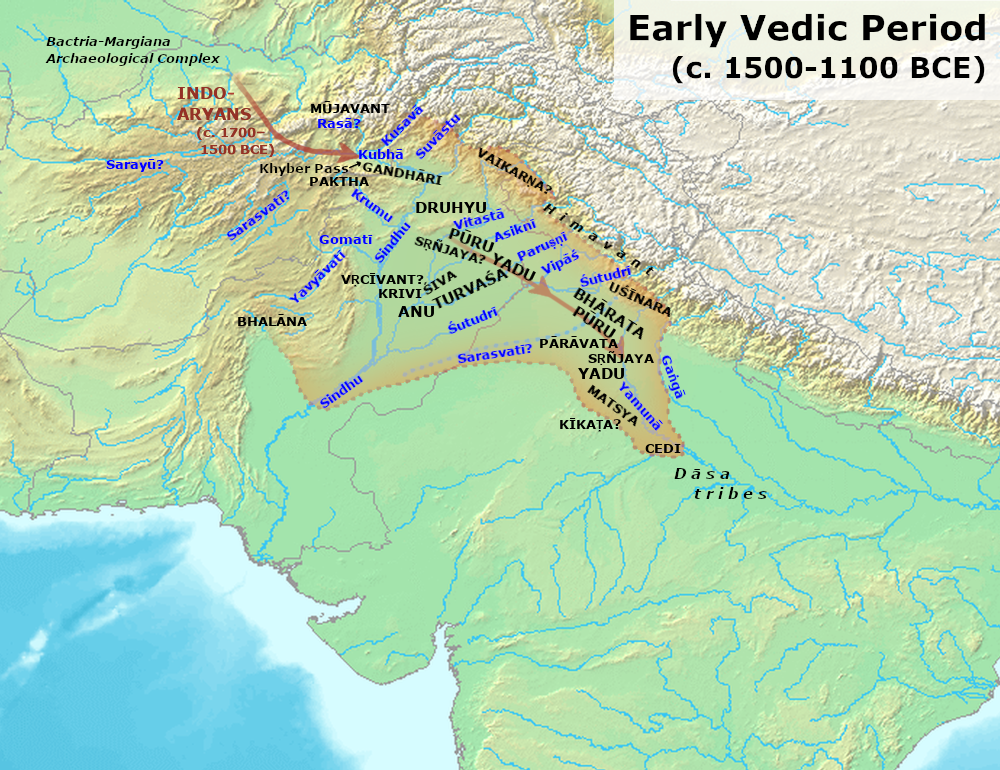
Territoriale Situation in der frühen vedischen Zeit 1700–1100 v. Chr.

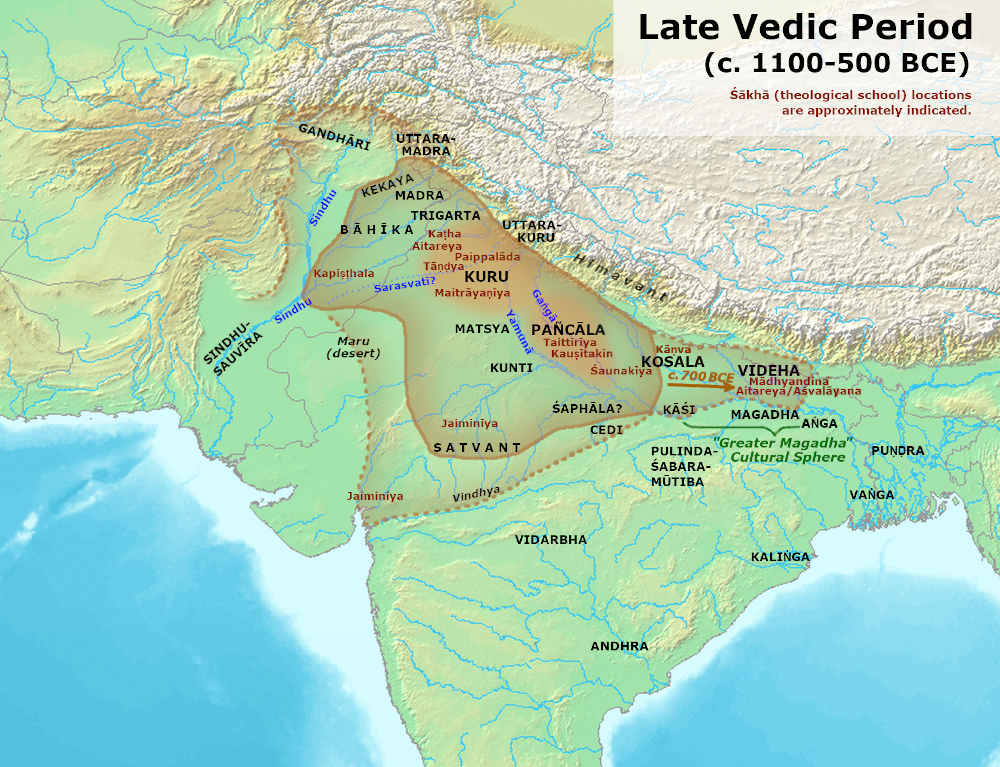
Territoriale Situation in der späten vedischen Zeit 1100–500 v. Chr.

In der spätvedischen Zeit (ca. 900–600 v. Chr.) besiedelten die Arier das östliche Gangestal. Es begann eine Phase der Urbanisierung und Reichsbildung. Seit ca. 600 v. Chr. gab es etwa sechzehn Königtümer, wohl als Zusammenschlüsse zweier oder mehrerer Stämme. In dieser Phase entwickelten sich viele Städte, in denen Handel getrieben wurde. In der Kriegstechnik setzte man nun auch gezähmte Elefanten ein. Die Reisproduktion wurde intensiviert. Im 5. Jahrhundert legte König Bimbisara den Grundstein für die zukünftige dominierende Stellung des Reiches von Magadha.
In der spätvedischen Zeit entstand die mythologische Legitimation für das Kastenwesen. An der Spitze der gesellschaftlichen Hierarchie standen die Brahmanen (Schriftgelehrte, Priester), gefolgt von den Kriegern Kshatriyas und den Händlern, Handwerkern und Bauern Vaishyas. Am unteren Ende der Gesellschaft befanden sich die Angehörigen der ursprünglichen Bevölkerung, die als Diener, Shudras, lebten. Man kann jedoch davon ausgehen, dass die Stratifizierung der Gesellschaft in der vedischen Zeit noch nicht so ausgeprägt war.
Das Ende der vedischen Zeit (6. und 5. Jahrhundert v. Chr.) war politisch wie auch religiös eine Zeit des Umbruchs. In Magadha traten zwei Religionsstifter hervor, deren Lehren zwar Gemeinsamkeiten mit dem vedischen Glaubenssystem aufwiesen, wie der Kreislauf der Wiedergeburten (Samsara) und das Gesetz der Tat (Karma), jedoch eine Weiterentwicklung bieten. Mahavira begründete der Überlieferung gemäß als letzter von 24 so genannten „Furtbereitern“, den auf asketische Traditionen zurückgehenden Jainismus. Der, ebenfalls als Prinz eines kleinen Fürstentums geborene, Siddhartha Gautama schließlich lehrte als Buddha 40 Jahre lang den „Weg der Mitte“, den Buddhismus.

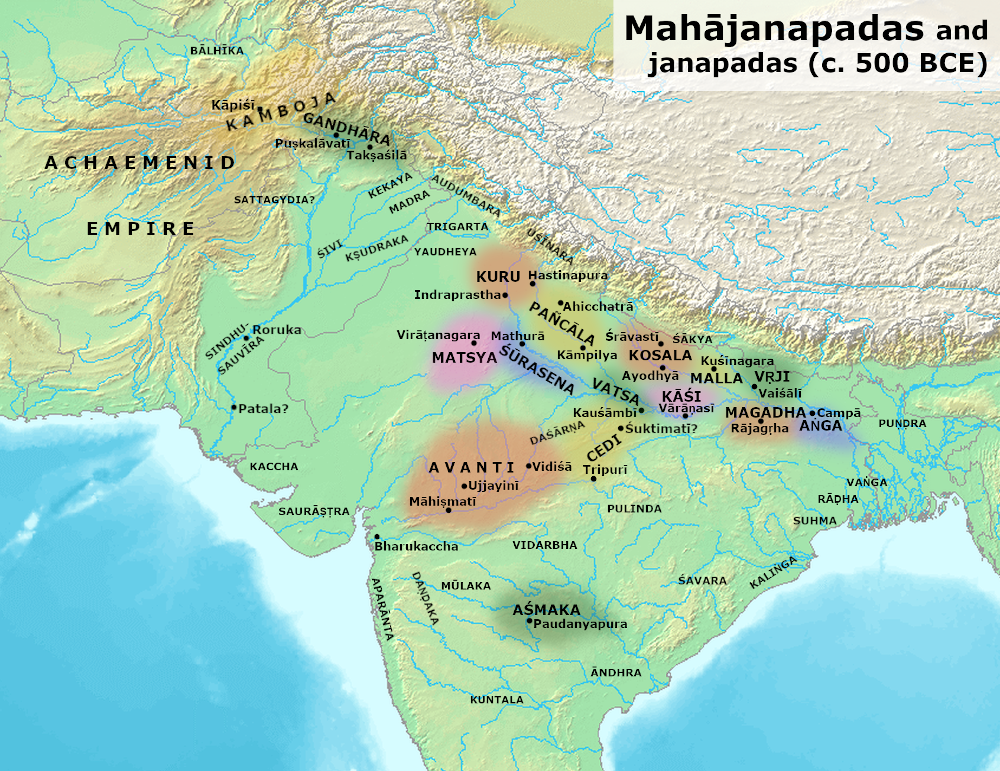
Magadha und andere Mahajanapadas in der beginnenden Nach-Vedischen-Periode, um 500 v. Chr.

## Das klassische Zeitalter

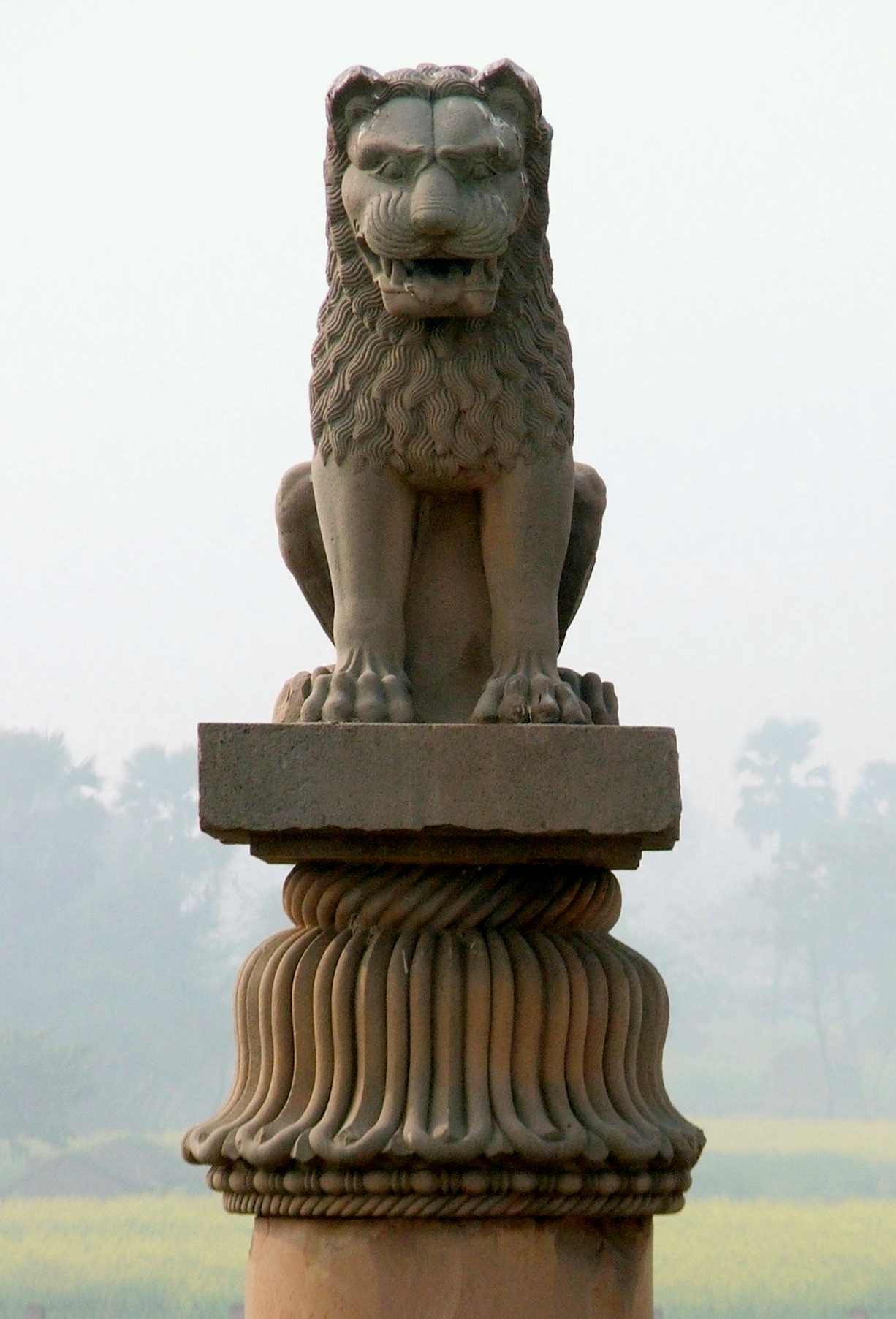
Löwensäule des Ashoka in Vaishali, Bihar

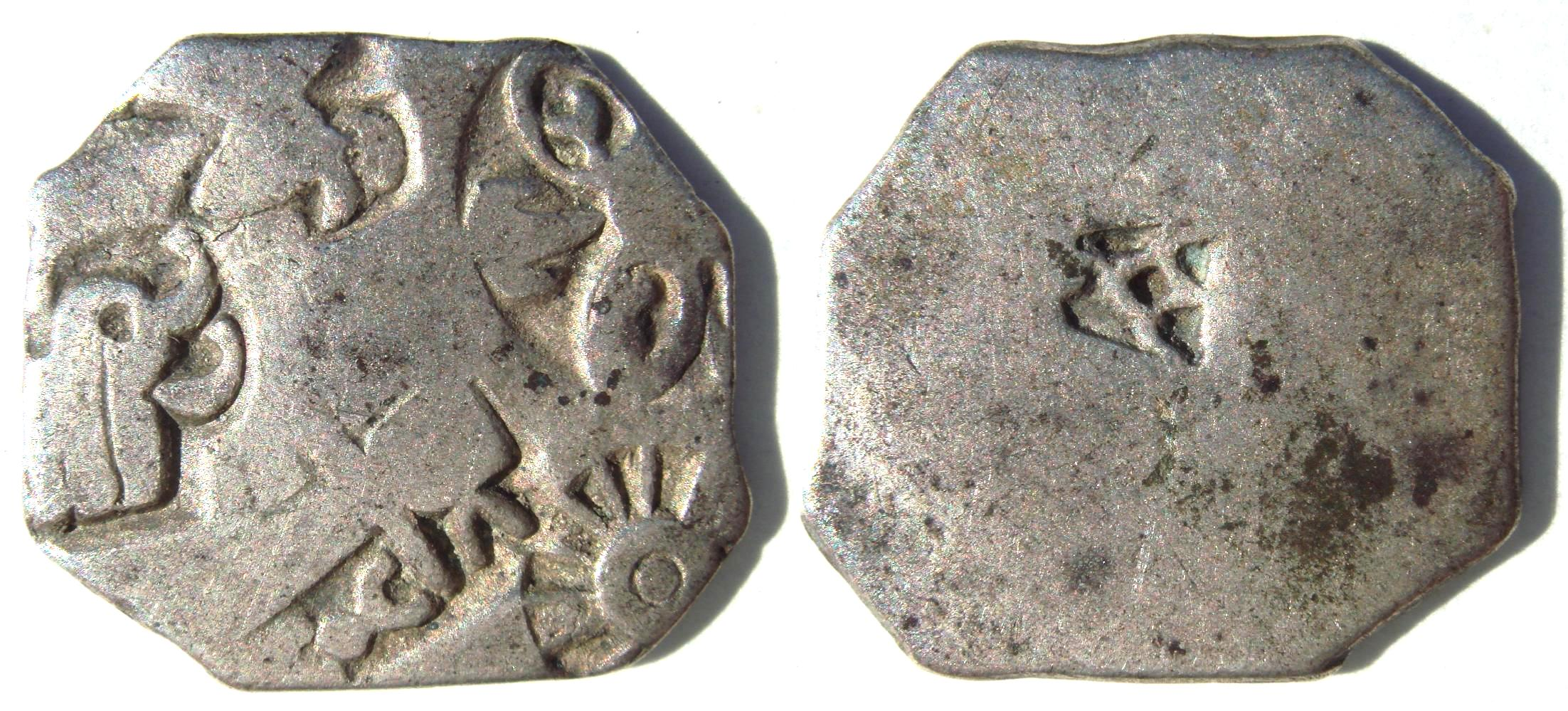
Silbermünzen des Maurya-Reiches

### Maurya-Reich
Kurz nach dem Eindringen Alexanders des Großen (326 v. Chr.) legte Chandragupta Maurya um 321 v. Chr. die Grundlagen für das erste indische Großreich. Während der ersten großen Dynastie Indiens, der Maurya-Dynastie (320–185 v. Chr.) dehnte sich das Reich durch Eroberungen immer mehr aus. Unter König Ashoka (268–233 v. Chr.) reichte der Einfluss bis nach Südindien. Die zentrale Verwaltung mit ihrem Beamtenapparat umfasste jedoch nur das Kerngebiet des Reiches in der Gangesebene; ausgenommen bleibt der südliche Teil des Subkontinents (dravidische Staaten). Hauptstadt war Pataliputra (das heutige Patna). Ashoka, der sich zum Buddhismus bekannte, begründete u. a. mit der Eroberung Kalingas das erste Großreich auf indischem Boden und zugleich den ersten, auf Toleranz beruhenden sozialen Wohlfahrtsstaat der Antike. Ashoka hinterließ zahlreiche Felsenedikte, weshalb diese geschichtliche Periode relativ gut dokumentiert ist. Das Reich zerfiel um 185 v. Chr. in zahlreiche Einzelstaaten. Der letzte Vertreter der Maurya-Dynastie wurde von seinem General Pushyamitra Shunga ermordet, der dann die Shunga-Dynastie begründete.

### Shunga, Shaka und Shatavahana
Um 250 bis 100 v. Chr.: In der Nachfolge des Alexanderzugs entstand im nordwestlichen Grenzgebiet von Baktrien und Gandhara (heute: Afghanistan und Pakistan) das hellenistische Gräko-baktrische Reich, ebenso intensivierte sich der wechselseitige Kulturkontakt (siehe auch Indika). Man verzeichnete eine Entfaltung der buddhistischen Kunst und Kultur. Das Reich zerfiel mit dem Eindringen der aus Zentralasien stammenden Skythen, die von den Indern Shakas genannt werden.
In Nordindien regierten zwischen 185 und 73 v. Chr. die Shunga. Sie zogen den Brahmanismus erneut dem Buddhismus vor und pflegten das Sanskrit. Die Finanzierung buddhistischer Klöster war ihnen wohl zu teuer. Im Dekkan hatten sich die Shatavahana festgesetzt und anscheinend auch schon Ashokas Herrschaft entzogen. Sie regierten vier Jahrhunderte, ca. 230 v. Chr. bis 199 n. Chr., ihr Kernland war der Oberlauf des Godavari um Nasik und Paithan. Um 180 v. Chr. schlug ihr König Satakarni auch die Shunga zurück. Die vierte indische Macht neben Shunga, Shaka und Shatavahana war damals das wiederaufgestiegene Kalinga.

### Kuschana-Reich
Um 50 v. Chr.: Die iranischen Parther verdrängen die Shakas, werden ihrerseits aber von den Kuschana (ursp. Yüe-tschi) geschlagen, die in Baktrien und Gandhara ein blühendes Reich errichten. Unter König Kanischka (1./2. Jahrhundert n. Chr.) erreicht es seine größte Macht. Förderung und Entfaltung des Buddhismus (Kunstschulen von Mathura und Gandhara) gehören zu den kulturellen Leistungen. Das Kuschana-Reich verfiel in der ersten Hälfte des 3. Jahrhunderts und wird bis heute wegen seiner nichtindischen Herkunft eher gering geschätzt.

### Gupta-Reich
320–510: In Nordindien herrschte die Dynastie der Gupta, während im Dekkan das Vakatakareich eine herausragende Position einnahm. Im 5. Jahrhundert kam es zur Errichtung der buddhistischen Universität von Nalanda, die mit über 10.000 Studenten und angeblich 9 Mio. Büchern die größte Lehrstätte der antiken Welt war. Die Guptas förderten Buddhismus und Hinduismus. Im 5. und 6. Jahrhundert erfolgte der Niedergang des Gupta-Reiches, bedingt durch Reichsteilung und „Hunneneinbrüche“. Die als Hunas in indischen Quellen erwähnten Angreifer verwüsteten in der ausgehenden Spätantike Nordindien und beendeten die Zeit der blühenden Stadtkultur. In der neueren Forschung wird davon ausgegangen, dass es sich bei diesen „hunnischen“ Angreifern (offenbar einer Gruppe der sogenannten iranischen Hunnen, die nicht mit den um 375 nach Osteuropa vordringenden Hunnen verwandt waren) nicht wie oft vermutet um die eigentlichen Hephthaliten, sondern vielmehr um die sogenannte Alchon-Gruppe handelte. Die Alchon herrschten ursprünglich im Raum des heutigen Kabul und verlagerten ihren Herrschaftsbereich zu Beginn des 6. Jahrhunderts nach Indien. Als bedeutende Herrscher der indischen Alchon gelten Toramana und Mihirakula; letzterer leitete eine Buddhistenverfolgung ein und zog sich nach einer schweren Niederlage (wohl im Jahr 528) nach Kaschmir zurück. Die Herrschaft der Hunas brach in Nordindien bereits um die Mitte des 6. Jahrhunderts zusammen, doch hatte ihr Einfall verheerende Folgen und war ein Faktor für den Zusammenbruch des Gupta-Reichs.

## Indisches Mittelalter
Ein indisches Mittelalter wird von der Forschung verschieden begrenzt. A. K. Majumdar zufolge beginnt das indische Mittelalter Mitte des 8. Jahrhunderts. Nach Hermann Kulke dagegen umfasst das indische Mittelalter die Zeit vom Untergang des Gupta-Reiches im 6. Jahrhundert bis zur Gründung des Delhi-Sultanats im Jahr 1206.

### Harsha-Reich
Zwischen 606 und 647 regierte Harshavardhana in Nordindien. Er gilt als einer der letzten großen Förderer des Buddhismus. Sein Versuch zur Unterwerfung Zentralindiens scheiterte aber: hier wechselten sich die Chalukya- und Pallava-Könige ab.

### Pratihara, Rashtrakuta, Pala
Vom 8. bis 10. Jahrhundert teilten sich die Rashtrakuta in Zentralindien (ca. 752–973), die Pala in Bengalen (ca. 750–1161) und die Pratihara (ca. 730–1036) im Nordosten Indiens die Macht. Die Pratihara-Könige sind die Vorgänger der Rajputen-Fürsten und übernahmen wie diese auch die Verteidigung gegen die muslimischen Eindringlinge, z. B. Mahmud von Ghazna. Alle drei Parteien kämpften beständig um die alte Hauptstadt Harshas, Kannauj am Ganges, wobei sie längere Zeit in die Hand der Pratiharas kam.
Diese Jahrhunderte gelten als das indische Mittelalter. Keine Großmacht war in der Lage sich durchzusetzen und militärische Erfolge blieben nicht von Dauer. Die Macht der Könige basierte auf der Anzahl und Zuverlässigkeit der Vasallen, während ihre Zentralverwaltungen schwach ausgeprägt waren und sich oftmals nur auf den Umkreis der Hauptstadt erstreckten. Nicht nur Vasallenkönige, sondern auch Provinzgouverneure hatten ein eigenes Heer und ernannten ihre Beamten selbst. Ihr Amt wurde oftmals weitervererbt, so dass aus ihnen neue Dynastien entstanden. Wie im europäischen Mittelalter war die Macht der Könige trotz großer äußerer Erfolge nur scheinbar.
Die Menschen des indischen Mittelalters lebten meistens auf dem Lande. Eine Besonderheit indischer Reiche wie das der Rashtrakuta und Chola waren die damit verbundenen autarken Dorfgemeinschaften. In den Dörfern und Bezirken sorgten Räte aus Mahattaras (d. h. die Größeren) für öffentliche Arbeiten an Straßen und Wasserspeichern, für das Gerichtswesen und die Tempel. Sie wurden nicht von der Dynastie ernannt und waren unabhängig von der Lage bei Hofe. Kam der Steuereintreiber vorbei, so hatten sie die Steuern oft schon eingesammelt und lieferten sie dann pauschal ab.
Die Hofkultur, Baukunst wie auch hinduistische Philosophie verfeinerte sich auf der Basis bereits existierender Formen und Erkenntnisse, brachte aber wenig Neues hervor, so dass man auch von einer Erstarrung der sozialen Struktur bzw. Gesellschaft spricht. Die Landeigentümer holten nun so viel wie möglich aus den Bauern heraus und schufen sich auch wirtschaftliche Monopole. Im indischen Mittelalter wurde zum Beispiel oft die gesamte Dorfbevölkerung mitverschenkt, wenn aufgrund Geldmangels (wenig Bargeld bei mangelndem Fernhandel) Landschenkungen statt fester Gehälter gemacht wurden.
Die Landschenkungen an Brahmanen nahmen im 10. und 11. Jahrhundert ein wesentlich größeres Ausmaß an. Davon erhofften sich die Könige auch eine Schwächung der Provinzgouverneure bzw. einen starken Rückhalt für sich selbst.
Der Buddhismus wurde weiter zurückgedrängt, da er sich nur auf die oberen Klassen stützte. Mit der nachlassenden Macht der Könige wurde die Unterhaltung der buddhistischen Klöster für die Dorfgemeinschaften zu kostspielig und hier rächte sich der fehlende Rückhalt im Volk, wo die Brahmanen dominierten. Dazu kam, dass Teile seiner Lehren und Ausdrucksformen durch Denker wie Shankara in den Hinduismus integriert wurden.

### Chola
Das Chola-Reich war eines der bedeutendsten indischen Königreiche und gilt als das einflussreichste hinduistische Reich bis heute. Es wird den Tamilen zugerechnet. Wie die alten Griechen und Römer verstanden es die tamilischen Cholas weitreichenden kulturellen Einfluss auf ihre Nachbarn auszuüben. Die Blütezeit dauerte vom 9. bis zum 13. Jahrhundert. Die großen Eroberer aus dieser Dynastie waren Rajaraja I. (reg. 985–1012/14) und sein Sohn Rajendra I. (1012/14–44). Ihre wichtigsten Rivalen waren zu jener Zeit die bereits erwähnten Chalukya (ca. 550–750 und 973–1190) und Pallava (575–897).
Im Norden begann zur Blütezeit der Chola im 11. Jahrhundert die Invasion der Muslime unter Mahmud von Ghazna, welche die Rajputen-Könige besiegten und bis Kannauj vordrangen.

## Islamische Reiche

### Delhi-Sultanat
Im frühen 8. Jahrhundert begann eine arabische bzw. islamische Eroberung in Indien. Mit einem Sieg über die Rajputen Prithvirajas III. bei Delhi 1192 setzen sich die Muslime unter Muhammad von Ghur in Nordindien durch. 1199 versetzten sie auch dem indischen Buddhismus mit der Zerstörung von Nalanda den Todesstoß. In Bengalen fiel 1202 die Sena-Dynastie einem General Muhammads zum Opfer. Die militärische Unterlegenheit der Hindus ergab sich u. a. aus ihrem Kastensystem: Die Kriegführung war allein Aufgabe der Krieger, der Kshatriya, nicht der gesamten Bevölkerung, und unterlag daher auch den ritterlichen Normen dieser Kaste. Berufssoldaten, Zwangsrekrutierte und Abenteurer fanden sich zwar auf Seiten der Muslime wie der Hindus, letztere aber beachteten einen strengen Ehrenkodex und mussten die Truppen vieler Kleinkönige mit ihren lokalen Traditionen unter einen Hut bringen, die nicht die Ergebenheit einem Führer gegenüber kannten.
Die Eroberung stellte aufgrund der Unterschiede zwischen der islamischen Kultur der Eroberer und der hinduistischen der Eroberten einen tiefen Einschnitt dar: So war die traditionelle Hindu-Gesellschaft wegen ihres Polytheismus in religiösen Fragen höchst flexibel und offen für neue Einflüsse, aufgrund ihrer Kastenstruktur aber zugleich sozial und politisch unbeweglich. Im Gegensatz dazu predigte der Islam einen strengen Monotheismus und ging als Offenbarungsreligion mitunter streng gegen Abweichler oder „Ungläubige“ vor, während die islamische Gesellschaft sehr durchlässig war und auch sozial Benachteiligten den Aufstieg in höchste Ämter ermöglichte, wie die Sklavendynastie von Delhi beweist. Sichtbar wurden die Unterschiede zwischen Muslimen und Hindus insbesondere an ihren heiligen Stätten: Ist Muslimen die bildliche Darstellung Gottes nicht erlaubt, war sie bei den Hindus geradezu eine Grundlage der Tempelgestaltung. Wegen der Dominanz des Islam wurde Sanskrit-Literatur immer weniger gepflegt und verfiel. Dennoch kam es im Laufe der Zeit zu einem fruchtbaren Austausch zwischen beiden Kulturen: Die Sprache Urdu bildete die Basis wirtschaftlicher und administrativer Verständigung, die Architektur bildete einen indo-islamischen Stil heraus und Denker wie Kabir (1440–1518) versuchten Islam und Hinduismus zu verschmelzen.
Die Muslime begründeten 1206 das Sultanat von Delhi, das zeitweise fast ganz Indien beherrschte. 1398 wurde es aber durch einen Angriff des türkisch-mongolischen Eroberers Timur Leng entscheidend geschwächt, so dass hinduistische Dynastien an Einfluss zurückgewinnen konnten, wie beispielsweise die Vijayanagar in Südindien. Das Sultanat war innerlich nicht sonderlich stabil, Revolten der Statthalter und unterworfener Fürsten sowie Umsturzversuche bei Hofe füllten seine Geschichte aus.

### Bahmani-Sultanat
Das Bahmani-Sultanat war ein islamischer Staat in Zentralindien und existierte von seiner Gründung 1345/47 bis zu seinem Zerfall nach 1489. Bahman-Shah übernahm oder besiegte die restlichen Truppen des Delhi-Sultans im Süden und kämpfte gegen seine hinduistischen Nachbarn. Das Bahmani-Sultanat löste sich unter dem letzten Sultan Mahmud Shah IV. (1482–1512) auf. Aus ihm gingen die fünf Dekkan-Sultanate Bijapur, Golkonda, Ahmadnagar, Bidar und Berar hervor.

### Vijayanagar
Um 1336/46 begann der Aufstieg des Königreiches Vijayanagar (wörtl.: Stadt des Sieges) in Südindien, das bis 1565 existierte. Es war nach einer gleichnamigen Stadt benannt und repräsentierte (neben dem Königreich Orissa) das wieder unabhängige, hinduistische Indien.
Die Gründer waren die Brüder Harihara und Bukka, die möglicherweise Vasallen der Hoysala-Könige waren. Vijayanagar erlangte eine beachtliche Machtstellung in Südindien. Dazu kam eine gegen Mitte des 15. Jahrhunderts sehr starke Armee, die über 35.000 Reiter und Kriegselefanten verfügte. 1565 wurde das Königreich von muslimischen Generälen in der Schlacht von Talikota erobert.

## Mogulzeit

### Die Großmoguln
1526–1857: Das Reich der islamischen Großmoguln beherrschte Nord- und Zentralindien. Es stellt den Höhepunkt der islamischen Kultur auf diesem Kontinent dar, repräsentiert durch das Taj Mahal, das Rote Fort in Agra, Humayuns Grabmal oder Fatehpur Sikri. Der Ruhm dieses Reiches strahlte bis nach Europa aus.
Die Moguln unterschieden sich von den früheren Delhi-Sultanen mit ihrer auf Kontinuität ausgerichteten Verwaltung, die vor allem das Werk Akbars († 1605) war. Er, seine Minister und Nachfolger (ausgenommen Aurangzeb) bemühten sich in erster Linie unter politischen und nicht unter religiösen Gesichtspunkten zu regieren, wie es bei den mächtigsten der Delhi-Sultane noch nicht der Fall gewesen war. Akbar brachte schließlich einen Ausgleich zwischen Hindus und Muslime zustande. Dementsprechend war das Mogulreich auch stabiler.
Das Indien des 17. und 18. Jahrhunderts hatte durchaus eine fortschrittliche wirtschaftliche und finanzielle Organisation vorzuweisen. Die Produktionstechniken in den Karkhanas (Manufakturen) der Mogulzeit waren spezialisiert, d. h. Handwerker arbeiteten gruppenweise an bestimmten Werkstücken und Arbeitsvorgängen. Es gab – wie in Europa auch – staatliche Anleihen für die Förderung der Wirtschaft. Handgewebte Stoffe wurden in großer Zahl in Asien zwischen Japan und Ostafrika verkauft. Nur hing diese Blüte von der Stabilität des Zentralstaates ab.

### Marathen
Beim Zerfall der Mogulmacht unter dem strenggläubigen Aurangzeb († 1707) entstand das Reich der Marathen (1674–1818, gegründet von Shivaji) in Südwestindien. Es stellte die letzte indische Großmacht vor der Kolonisierung Indiens durch die Briten dar und war nicht sonderlich gut organisiert. Statt eines zentralistischen Marathen-Staates bildete sich allmählich eine Konföderation von Kleinkönigen heraus, zusammengehalten durch die Autorität des Premierministers, des Peshwa.

## Britische Kolonie

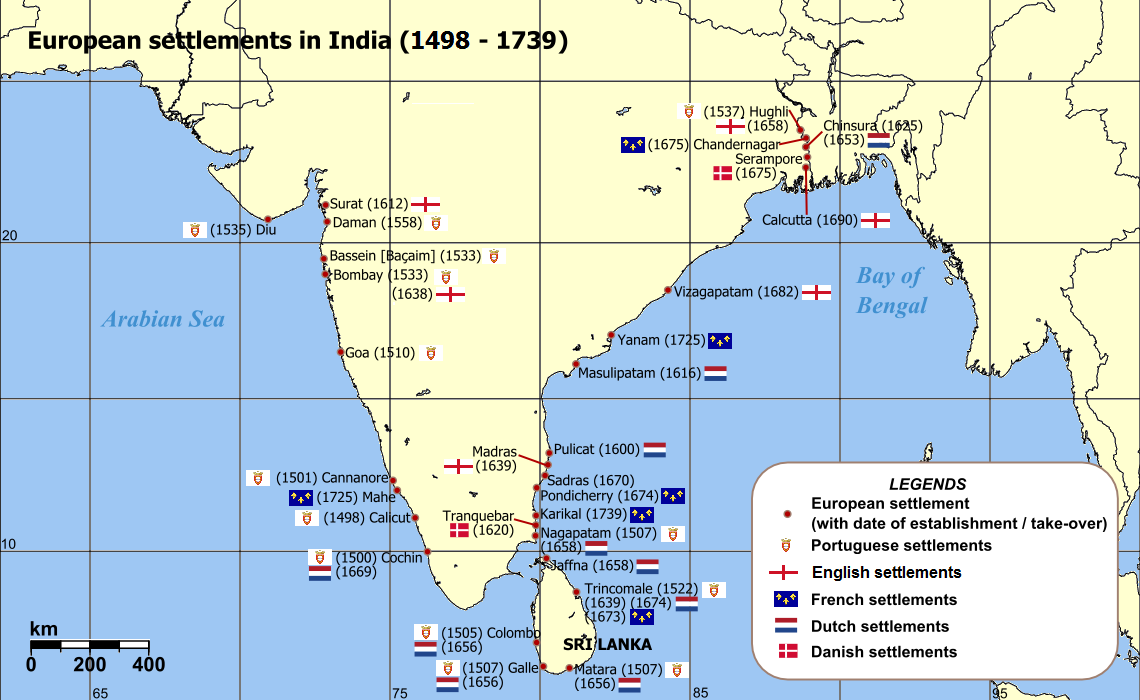
Europäische Siedlungen in Indien

Indien im späten 18. und 19. Jahrhundert

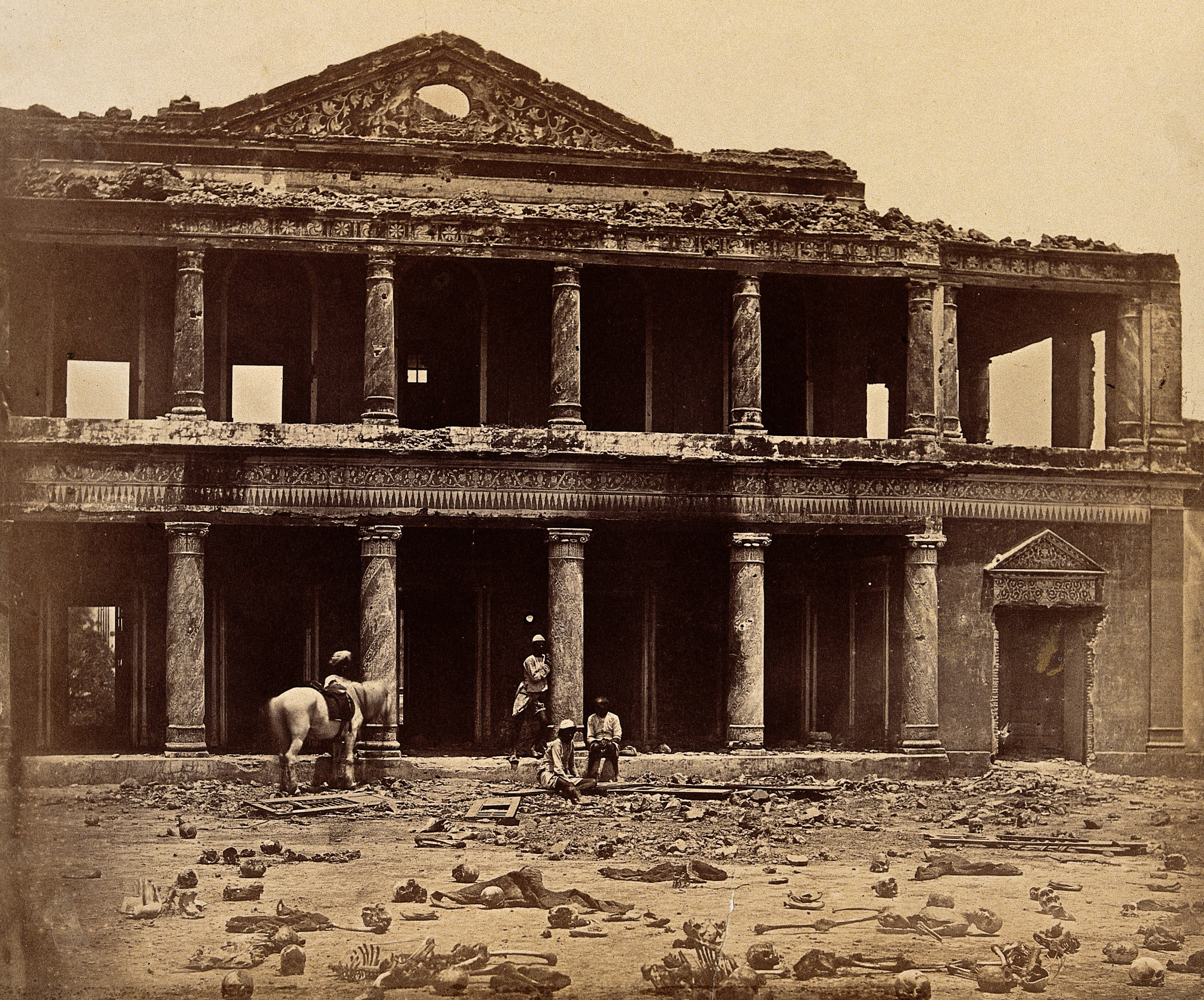
Das im Rahmen des Sepoy-Aufstands von den Briten erstürmte Sikanderabag in Lakhnau, Aufnahme von Felice Beato, März 1858

### Britische Ostindien-Kompanie
In der 2. Hälfte des 18. Jahrhunderts dehnten die Briten nach Verdrängung der Franzosen und Portugiesen ihren Machtbereich aus. 1757, nach der Schlacht bei Plassey, ergriffen die Truppen der britischen Ostindien-Kompanie Bengalen und plünderten die bengalische Schatzkammer. Zunächst sicherten die Briten unter General Robert Clive, 1. Baron Clive nur ihre Handelsinteressen in Bengalen ab (Indienhandel), indem sie sich in die Streitigkeiten der indischen Fürsten einmischten. Bald aber erwiesen sie sich als ehrgeizige und flexible Machthaber.
1769 kam Warren Hastings nach Bengalen, 1771 wurde er dortiger Gouverneur und wies seine Leute an, die Verwaltung zu übernehmen. Die Kompanie hielt sich immer hinter der fiktiv aufrechterhaltenen Herrschaft des Nawabs von Bengalen versteckt. Hastings und seine Nachfolger verknüpften indische Soldaten mit europäischer Kriegführung und britische Handelsgewinne mit indischen Steuern, bekämpften die bei Indern und Briten gleichermaßen weitverbreitete Korruption, schlossen Schutzverträge ab und übernahmen Landstrich um Landstrich.
Die Britische Ostindien-Kompanie monopolisierte den Handel von Bengalen. Bengalische Handwerker waren an die Handelsvertretungen der Kompanie zwangsweise gebunden, indem sie verpflichtet wurden, ihre Waren zu einem minimalen Preis zu liefern. Ihre Steuerlast erhöhte sich stark. Das Resultat war die Hungersnot von 1769 bis 1770, in der zehn Millionen Einwohner von Bengalen starben. In den Jahren 1766 bis 1799 wurde in den Mysore-Kriegen das Sultanat Mysore, der mächtigste Staat in Südindien, als Machtfaktor ausgeschaltet. Dasselbe geschah mit dem Reich der Sikh im ersten und zweiten Sikh-Krieg 1845 bis 1849. Im Ersten Anglo-Birmanischen Krieg 1824 bis 1826 erlangte die Ostindien-Kompanie die Herrschaft über Nordostindien, und in den beiden folgenden Kriegen 1852 bis 1853 und 1885 wurde schließlich ganz Burma schrittweise von den Briten annektiert. In dieser Weise gerieten immer größere Teile Indiens unter direkte britische Herrschaft und wurden in kolonialer Manier ausgebeutet. In Indien begann eine lange Periode, in der einheimische Industrien zusammenbrachen. Zu dieser Zeit starben bis zu 40 Millionen Inder an Hunger.
Die indische Weberei als Industriezweig wurde zum Beispiel durch die beginnende Maschinenproduktion in Europa ruiniert, der europäische Markt war verschlossen, zur gleichen Zeit führte Großbritannien Fertigkleidung in Indien ein. 1835 fielen die Inlandszölle weg und der Binnenhandel wuchs an. Die Privilegien der Ostindischen Kompanie wurden schon 1813 abgeschafft. Aber die Investitionen hielten sich in engen Grenzen, denn der europäische und amerikanische Markt waren sicherer und hatten bessere logistische Voraussetzungen vorzuweisen. Als Gegenmaßnahmen begann man 1839 mit dem Bau einer großen Straße zwischen Kalkutta (Calcutta) und Delhi. Banken wurden eingerichtet, Dampfer auf den Flüssen eingesetzt und ab 1853 begann man mit dem Bau der ersten Eisenbahnlinie.

### Indischer Aufstand von 1857
Der Indische Aufstand von 1857 richtete sich gegen die britische Kolonialherrschaft über den indischen Subkontinent und war überwiegend auf das obere Gangestal und Zentralindien beschränkt. Seine Zentren waren Uttar Pradesh, Bihar, der Norden von Madhya Pradesh und die Region um Delhi. Der Beginn des Aufstands wird meistens auf den 10. Mai 1857 datiert, den Tag, an dem Sepoys offen gegen ihre britischen Offiziere meuterten und es am selben Tag noch zu Morden an britischen Offizieren und Zivilpersonen kam. Die meuternden Truppen zogen nach Delhi, das sich bereits am folgenden Tag weitgehend in der Hand der Aufständischen befand. Dort kam es gleichfalls zu Massakern an Briten und Europäern sowie an Indern, die zum Christentum übergetreten waren. Beteiligt waren nicht nur Sepoys, sondern auch Teile der indischen Zivilbevölkerung. In den folgenden Wochen und Monaten dehnte sich der Aufstand über Nordindien aus. Einzelne britische Garnisonen wie Kanpur verteidigten sich dabei teils mit Hilfe loyal gebliebener Sepoys über mehrere Wochen gegen eine Übermacht aufständischer Truppen. Die Morde dienten den britischen Truppen als Rechtfertigung für eine Kriegsführung, die bereits von Zeitgenossen als unangemessen grausam und ethisch zweifelhaft eingestuft wurde. In der indischen Geschichtsschreibung nimmt Lakshmibai, Rani von Jhansi, eine besondere Rolle ein. Die indische Fürstin schloss sich dem Aufstand nur zögernd an und entschied sich für eine aktive Unterstützung erst, als sie darin die einzige Möglichkeit sah, den Machtanspruch ihrer Familie zu sichern. Sie fiel im März 1858 in einer Schlacht gegen britische Truppen. Der Aufstand war im Laufe des Jahres 1858 bereits weitgehend zu Gunsten der Briten entschieden. Noch 1859 gab es jedoch einzelne Auseinandersetzungen, so dass der Indische Aufstand nach allgemeinem Verständnis erst in diesem Jahr endete. Nach der Niederschlagung wurde mit dem Government of India Act 1858 die Ostindien-Kompanie aufgelöst, Britisch-Indien war nunmehr eine offizielle britische Kronkolonie.
Als äußerer Auslöser des Aufstands gilt gemeinhin die Einführung des Enfield–Gewehres, dessen Patronenhülsen nach einem unter britisch-indischen Streitkräften weitläufig verbreiteten Gerücht mit einer Mischung aus Rindertalg und Schweineschmalz behandelt waren. Die Verwendung dieser Patronen stellte sowohl für gläubige Hindus wie Muslime einen Verstoß gegen ihre religiösen Pflichten dar. Als eigentliche Ursachen gelten die von der Britischen Ostindien–Kompanie verfolgte Sozial- und Wirtschaftspolitik, durch die weite Teile der indischen Bevölkerung Landrechte, Beschäftigungsmöglichkeiten und Einfluss verloren; die im 19. Jahrhundert zunehmenden Anstrengungen, Indien zu christianisieren sowie die Annexion indischer Fürstenstaaten durch Anwendung der Doctrine of Lapse. Es besteht in der Geschichtsschreibung kein Konsens, welchem dieser Faktoren das größte Gewicht zukommt.

### Kaiserreich Indien
Von 1876 bis 1880 war Lord Lytton Generalgouverneur und Vizekönig von Indien.
Am 1. Januar 1877 nahm Königin Victoria von Großbritannien den Titel „Kaiserin von Indien“ an.
Zu dieser Zeit, die auch als Große Hungersnot von 1876 bis 1878 bekannt ist, verhungerten Schätzungen zufolge zwischen 5,5 und 29 Millionen Inder.
Das Kaiserreich Indien in Personalunion mit Großbritannien umfasste das heutige Indien, Pakistan und Bangladesch und bestand bis 1947. 1866 war auch Birma von Großbritannien besetzt und an Britisch-Indien angeschlossen worden (bis 1937).

Die Flagge des indischen Vizekönigs

1885 gründeten Hindus und Muslime gemeinsam den Indischen Nationalkongress; er trat für die Unabhängigkeit Indiens ein. Wegen des wachsenden Einflusses der Hindus im INC kam es 1906 zur Gründung der rivalisierenden Muslimliga. Indischer Nationalkongress und Muslimliga verfassten 1916 gemeinsam eine Erklärung mit Forderungen nach indischer Unabhängigkeit. Diese wurde von der britischen Regierung im August 1917 mit einer politischen Absichtserklärung beantwortet, Indien einen allmählichen Übergang zur Selbstregierung zuzugestehen.

### Unabhängigkeitsbestrebungen nach dem Ersten Weltkrieg
Nach dem Ersten Weltkrieg, in dem 1,3 Millionen Soldaten der Indischen Armee auf britischer Seite kämpften, war das weiterhin unter britischer Herrschaft stehende Indien eines der Gründungsmitglieder des Völkerbunds.
Unter der Führung Mahatma Gandhis (1869–1948) kam es in der Zwischenkriegszeit zu aktivem, aber gewaltlosem Widerstand gegen die britische Herrschaft. Gandhi hatte 1919/1920 die Kampagne zur Erhaltung des Kalifats unterstützt, was zur Abgrenzung der damals eher säkularen Muslimliga mit Ali Jinnah an der Spitze führte.
Innerhalb des Indischen Nationalkongresses gab es zu dieser Zeit, insbesondere unter der Führung Subhash Chandra Boses in den späten 1930er Jahren, Richtungsstreitigkeiten über den Einsatz von Gewalt gegen die britische Herrschaft. 1935 wurden im Government of India Act (1935) Wahlen zu Provinzparlamenten in die Wege geleitet, die der Indische Nationalkongress im Jahr 1937 in sieben von elf Provinzen gewann. Im selben Jahr wurde Birma zur unabhängigen Kronkolonie erhoben.

### Zweiter Weltkrieg
Obwohl die indische Öffentlichkeit ganz und gar nicht mit den Nazis sympathisierte und Großbritanniens Haltung gegenüber Deutschland begrüßte, erklärten die führenden politischen Kräfte Indiens, nur in den Krieg eintreten zu wollen, wenn im Gegenzug Indien seine Unabhängigkeit erhalten würde. Der britische Generalgouverneur erklärte beim Ausbruch des Zweiten Weltkrieges den Kriegszustand des Indischen Empire mit Deutschland jedoch, ohne die indischen Politiker zu konsultieren. Zu Beginn des Krieges hatte Indien eine Armee von rund 200.000 Mann, bei Ende hatten sich 2,5 Millionen Freiwillige gemeldet: die größte Freiwilligen-Armee im Zweiten Weltkrieg. Am Anfang wurden indische Soldaten vor allem in Afrika eingesetzt. Bei der Invasion in Italien stellten sie das drittgrößte Truppenkontingent. Des Weiteren stellten sie große Truppenverbände für den Kampf in Burma. Doch auch auf der Seite der Deutschen kämpften Inder. Subhash Chandra Bose war nach Europa geflüchtet und gründete dort ein mit der Wehrmacht kämpfendes 3.500 Mann starkes Kontingent aus indischen Kriegsgefangenen, die Indische Legion. Sie wurde jedoch kaum eingesetzt und fast ohne Verluste 1945 gefangen genommen und an Indien übergeben. Erst sollten die Soldaten des Hochverrats angeklagt werden, aber aufgrund von Protesten der indischen Bevölkerung ließ man die Anklage fallen. Subhash Chandra Bose war schon 1943 nach Japan gegangen und hatte dort die Indische Nationale Armee gegründet, die anfangs aus 40.000 Indern bestand, zum Teil auch britischen Kriegsgefangenen. Als Japan Burma angriff, kämpfte die Indische Nationale Armee auf der Seite der japanischen Armee, sonst wurde sie praktisch nicht eingesetzt. Zeitgleich mit Japan kapitulierte auch die Indische Nationale Armee. Insgesamt wurden während des Krieges nach offiziellen Angaben 24.338 indische Soldaten getötet, 64.354 wurden verwundet und 11.754 blieben vermisst. Aufgrund des kriegsbedingten Nahrungsmangels verhungerten schätzungsweise zwei Millionen indische Zivilisten.

### 1945–1949 – Teilung Indiens
Nach Kriegsende eskalierten die Feindseligkeiten zwischen Hindus und Muslimen und schließlich stimmten auch Jawaharlal Nehru und Mahatma Gandhi, die Führer des Indischen Nationalkongresses, der Teilung Indiens mit Abtrennung der muslimischen Gebiete in Form eines neuen politischen Gebildes „Pakistan“ zu, wie das von der Muslim-Liga gefordert wurde. 1947 wurden nahezu zeitgleich Pakistan und Indien als Dominions im Rahmen des Britischen Commonwealths unabhängig. Die Grenzlinie zwischen beiden Staaten wurde durch den britischen Beamten Cyril Radcliffe ausgearbeitet und buchstäblich erst in letzter Minute vor dem Teilungsakt der Öffentlichkeit präsentiert. Danach kam es zu Gewaltausbrüchen und zu überstürzten massenhaften Fluchtbewegungen von Hindus aus Pakistan und Muslimen aus Indien, bei denen mehr als eine Million Menschen ihr Leben verloren. Mahatma Gandhi wurde am 30. Januar 1948 von einem fanatischen Hindu erschossen.
Nach und nach schlossen sich die indischen Fürstenstaaten – nicht immer freiwillig – entweder Indien oder Pakistan an. Asaf Jah VII., der Nizam von Hyderabad versuchte, die Unabhängigkeit seines Landes zu wahren, nahm aber geheime Verbindungen zu Pakistan auf. Er unterdrückte pro-indische Bewegungen der Hindu-Mehrheit in seinem Land, weswegen Indien den Staat Hyderabad in einer überraschenden Militäraktion im September 1948 besetzte und seinem Staatsgebiet einverleibte. Das kleine Königreich Sikkim im Himalaya blieb nach dem Scheitern einer Volksabstimmung über die Vereinigung mit der Indischen Union zunächst weiter unabhängig.
In Kaschmir versuchten muslimische Freischärler, den Anschluss an Pakistan zu erzwingen, weswegen der hinduistische Maharadscha Indien zu Hilfe rief und den Anschluss seines überwiegend muslimisch besiedelten Fürstentums an Indien erklärte. Der Konflikt um Kaschmir führte letztlich zum Ersten Indisch-Pakistanischen Krieg, der 1949 mit der de facto-Zweiteilung Kaschmirs unter Vermittlung der Vereinten Nationen endete.
Staatsoberhaupt Indiens blieb zunächst König Georg VI. von Großbritannien. Vertreter des Königs und Generalgouverneur war für eine Übergangsphase bis 1948 der letzte Vizekönig Louis Mountbatten und danach bekleidete C. Rajagopalachari als erster gebürtiger Inder bis zur Ausrufung der Republik im Jahr 1950 dieses Amt. Das Amt des ersten Regierungschefs übernahm der von Gandhi damit beauftragte Jawaharlal Nehru.
22 Stätten der jahrelangen – weitgehend gewaltfreien – Auseinandersetzung mit dem Vereinigten Königreich um seine Unabhängigkeit hat Indien 2014 unter dem Titel Stätten der Satyagraha für das Weltkulturerbe angemeldet.

## Auflösung der Fürstenstaaten
Der Beschluss des britischen Parlaments (Indian Independence Act) Indien und Pakistan als Dominions in die Unabhängigkeit zu entlassen, erhielt am 18. Juli 1947 den Royal Assent. Die indischen Fürstenstaaten, die bislang unter britischem Protektorat gestanden hatten, wurden zum 15. August 1947 (null Uhr) voll souverän. Die Fürsten konnten entscheiden, ob und welchem der neuen Staaten sie sich anschließen wollten. Bis zum 17. August erklärten alle bis auf zwei (Hyderabad und Kaschmir) ihren Beitrittswillen und übertrugen die Zuständigkeit für Äußeres, Verteidigung und Kommunikation, für die bisher die britische Schutzmacht – bzw. der Vizekönig – zuständig gewesen war, an die neuen Staaten. Die kleineren Fürstenstaaten schlossen sich zu Föderationen zusammen. Fast alle Fürstenstaaten erklärten bis zum Jahr 1949 formell den vollen Anschluss an Indien oder Pakistan.
Die Verfassung der Republik Indien vom 26. Januar 1950 sah drei Kategorien von Staaten vor, die nach den Anhängen in der Verfassung mit den Buchstaben A, B, C bezeichnet wurden:
- A-Staaten: Die ehemaligen britischen Provinzen, regiert durch gewählte Gouverneure.
- B-Staaten: Ehemalige Fürstenstaaten oder Vereinigungen von Fürstenstaaten, regiert durch Rajpramukhs (vom Staatspräsidenten anerkannte Maharadschas oder andere Fürsten). Die B-Staaten waren Hyderabad, Saurashtra, Mysore, Travancore, Madhya Bharat, Vindhya Pradesh, Patiala and East Punjab States Union (PEPSU) sowie Rajasthan.
- C-Staaten: Ehemalige britische Provinzen oder Fürstenstaaten, regiert durch einen von der Zentralregierung ernannten Gouverneur. C-Staaten waren Ajmer, Bhopal, Coorg, Delhi, Himachal Pradesh, Bilaspur, Kachchh, Manipur, Tripura und später auch Vindhya Pradesh.

Am 1. November 1956 mit dem Inkrafttreten des States Reorganisation Act wurde diese Regelung aufgehoben, alle Staaten gleichgestellt und die Fürsten abgesetzt. Sie erhielten zum Ausgleich Apanagen, die jedoch 1971 abgeschafft wurden.

## Republik Indien

### 1949–1964

Nach Inkrafttreten der indischen Verfassung im Jahr 1950 gab es 27 Bundesstaaten.

Am 26. November 1949 konstituierte sich Indien als Republik. Erster Präsident wurde Rajendra Prasad (1950–1962), am 26. Januar 1950 trat die erste indische Verfassung in Kraft. Obwohl damit der britische Monarch nicht mehr Staatsoberhaupt war, verblieb Indien im Verband des Commonwealths.
1950 kam es zu einem Vertrag mit dem Königreich Sikkim, gemäß dem Indien die Verantwortung für Verteidigung, Außenpolitik, Telekommunikation und anderen Angelegenheiten übernahm, was zunehmend dazu führte, dass Sikkim seine „internationale Persönlichkeit“ verlor und ab 1965 zu einem mit Indien assoziierten Königreich wurde.
Die ersten landesweiten Parlamentswahlen wurden von Oktober 1951 bis Februar 1952 abgehalten und brachten der Kongresspartei unter Jawaharlal Nehru eine Dreiviertelmehrheit der Parlamentssitze.
Am 1. November 1954 trat Frankreich die letzten unter französischer Herrschaft stehenden Gebiete (Französisch-Indien) an die Indische Union ab (Pondicherry, Chandannagar, Karaikal, Mahé und Yanam).
Nach jahrelangen Diskussionen um die inneren Verwaltungsgrenzen, die noch im Wesentlichen auf denen der Kolonialzeit beruhten, kam es im Jahr 1953 zur Bildung des Bundesstaats Andhra aus Teilen des Bundesstaats Madras. Es war der erste neu gebildete Bundesstaat, der nach ethnischsprachlichen Gesichtspunkten geformt wurde. Drei Jahre später, im Jahr 1956 wurden die Bundesstaaten insbesondere Südindiens im States Reorganisation Act territorial nach ethnischen und sprachlichen Gesichtspunkten neu gegliedert. Die Zahl der Bundesstaaten verringerte sich dadurch von 27 auf 14 (mit 6 Unionsterritorien).
Außenpolitisch profilierte sich Indien unter Premierminister Nehru als eine führende Macht unter den blockfreien Staaten und gehörte zu den Organisatoren der Bandung-Konferenz 1955. Indien unterhielt enge Beziehungen zur Sowjetunion. Wirtschaftspolitisch trieben die Regierungen der Kongresspartei unter Nehru und seinen Nachfolgern die Industrialisierung des Landes voran. Die Wirtschaft wurde dabei in dirigistisch-planwirtschaftlicher Weise gelenkt und das Land wurde vom Weltmarkt durch hohe Zollschranken abgeschottet.
Indien gewährte 1959 dem Dalai Lama, dem Oberhaupt der Tibeter, politisches Asyl. Dieser bildete in Dharmshala (Himachal Pradesh) eine tibetische Exilregierung. Das chinesisch-indische Verhältnis, das schon zuvor durch Grenzstreitigkeiten belastet gewesen war, verschlechterte sich dadurch deutlich.
Mit der Besetzung und der Annexion von Portugiesisch-Indien (Goa, Damão und Diu) wurden im Dezember 1961 die letzten Kolonien auf indischem Boden beseitigt.
Am 20. Oktober 1962 begann ohne Kriegserklärung der Indisch-Chinesische Grenzkrieg. Die chinesische Volksbefreiungsarmee drang im Bereich der sogenannten North-East Frontier Agency und in Jammu und Kashmir auf indisches Territorium vor. Nach dem Waffenstillstand vom 21. November 1962 zogen sich die chinesischen Truppen zum Teil wieder hinter die vorherigen Grenzen zurück, hielten aber das nach indischer Lesart zu Indien gehörende Territorium Aksai Chin weiter dauerhaft besetzt.
1962 wurde der international angesehene Philosoph S. Radhakrishnan indischer Präsident.

### 1965–1989
Nach Nehrus Tod 1964 wurde zunächst Lal Bahadur Shastri neuer Premierminister. Während seiner Amtszeit kam es im August/September 1965 zum Zweiten Indisch-Pakistanischen Krieg, der durch den Versuch Pakistans, einen Aufstand gegen Indien in Kashmir auszulösen, verursacht wurde. Der kurze, aber intensive Krieg wurde nach einem Monat mit einem Waffenstillstand beendet, der die vorherigen Besitzverhältnisse bestätigte. Premierminister Shastri starb überraschend am 11. Januar 1966 auf der Konferenz von Taschkent. Jawaharlal Nehrus Tochter Indira Gandhi übernahm danach am 24. Januar 1966 als Premierministerin die Regierung. Sie geriet zunehmend in Konflikt mit den alten Machteliten in der Kongresspartei, die ihre Absetzung betrieben. Auf Veranlassung Indira Gandhis erfolgte auch die Verstaatlichung der großen Privatbanken und die Einstellung der bisherigen Pensionszahlungen an die ehemaligen regierenden Fürsten. Im Jahr 1969 kam es schließlich zur Spaltung der Kongresspartei in einen größeren, Indira Gandhi unterstützenden Flügel Congress (R) und einen kleineren Congress (O). Die Parlamentswahl 1971 wurde jedoch eindrucksvoll vom Congress (R) gewonnen und Indira Gandhi wurde im Amt der Premierministerin bestätigt.
Indien griff im Dezember 1971 in den Sezessionskrieg in Ostpakistan zugunsten eines unabhängigen Bangladesch ein, was einen dritten Indisch-Pakistanischen Krieg zur Folge hatte.
Am 18. Mai 1974 unternahm Indien einen ersten unterirdischen Kernwaffenversuch (Operation Smiling Buddha) und zündete seine erste Atombombe.
Nach politischen Unruhen im Königreich Sikkim intervenierte die Regierung Indira Gandhis im Jahre 1975 um angeblich gemäß einem Wunsch des Ministerrats von Sikkim die Ordnung wiederherzustellen. Die Situation wurde jedoch von Indien dazu ausgenutzt, das kleine Königreich zu annektieren. Nach einer erneuten Volksabstimmung zur Vereinigung mit Indien am 14. April 1975 wurde der Choygal (König) von den indischen Behörden abgesetzt und es wurde der Beitritt Sikkims zur Indischen Union bekanntgegeben. Am 16. Mai 1975 wurde Sikkim zum 22. Bundesstaat der Indischen Union.
Die zweite Regierungszeit Indira Gandhis war geprägt von sozialrevolutionär geprägten Unruhen, so dass die Premierministerin 1975 den nationalen Notstand ausrief, die demokratischen Rechte beschränkte und über 22 Monate quasi diktatorisch regierte. Bei den im März 1977 durchgeführten Wahlen erlitt sie mit ihrer Kongresspartei jedoch eine verheerende Niederlage. Wahlgewinnerin war die erst kurz zuvor durch Zusammenschluss verschiedener Oppositionsparteien gegründete Janata Party, die anschließend die Regierung bildete. Die Janata Party-Regierung hielt jedoch nicht lange durch, sondern zerfiel aufgrund interner Streitigkeiten, so dass 1980 eine vorgezogene Neuwahl erfolgte, die Indira Gandhis Kongresspartei mit Zweidrittelmehrheit gewann.
Mitglieder der Religion der Sikhs rebellierten am 19. Juli 1982 in Amritsar und riefen mit der Forderung nach einem unabhängigen Sikh-Staat im Punjab zum Kampf gegen die Regierung auf. Als der Konflikt weiter eskalierte und Gruppen im Punjab versuchten, einen Sikhstaat Khalistan zu gründen, ließ Indira Gandhi im Juni 1984 den Goldenen Tempel in Amritsar, in dem sich militante Sikhs verschanzt hatten, stürmen. Als Vergeltung wurde sie am 31. Oktober 1984 von zwei ihrer Sikh-Leibgardisten ermordet. Ihre Ermordung löste wiederum landesweite Pogrome gegen Sikhs aus.
Seit 1979 war im Bundesstaat Assam die vor allem von Studentenorganisationen getragene Assam-Bewegung aktiv, die sich vor allem gegen die gefühlte Überfremdung durch Millionen bengalische Einwanderer aus Bangladesch wehrte und über viele Jahre die öffentliche Ordnung erheblich beeinträchtigte.
Am 3. Dezember 1984 kam es in Bhopal zu einer Giftgaskatastrophe im Chemiewerk der US-amerikanischen Firma Union Carbide mit mehr als 2000 Toten.
Unter Indira Gandhis Sohn Rajiv Gandhi, der ihr im Amt nachfolgte, wurden in Indien Liberalisierungen in der Wirtschaft eingeführt. Durch seinen unsteten Regierungsstil und die Nichteinhaltung von Zusagen (beispielsweise gegenüber den rebellierenden Sikhs) verlor Rajiv Gandhi das anfangs in ihn gesetzte große Vertrauen der Wählerschaft. Hinzu kamen Korruptionsvorwürfe insbesondere in Zusammenhang mit dem Bofors-Skandal. Rajiv Gandhi verlor bei der Parlamentswahl im November 1989 die Macht und V. P. Singh von der neu gegründeten Janata Dal übernahm das Premierministeramt.

### 1990–2004
Schon 1991 mussten Neuwahlen erfolgen. Bei einer Wahlkampfveranstaltung in Südindien wurde Rajiv Gandhi am 21. Mai 1991 von einer tamilischen Attentäterin, die Verbindung zu den Tamil Tigers (LTTE) hatte, durch ein Selbstmordattentat getötet. Nach der Wahl bildete P. V. Narasimha Rao eine Minderheitsregierung der Kongresspartei. Die Regierung Rao, die bis 1996 amtierte, setzte wichtige wirtschaftliche Reformen um. Diese öffneten und liberalisierten den indischen Markt. 1992 kam es zu landesweiten Ausschreitungen, nachdem ein von Hindu-Nationalisten aufgehetzter Hindu-Mob die Babri-Moschee in Ayodhya zerstörte. Bei anschließenden Ausschreitungen zwischen Hindus und Muslimen kam es in der Folgezeit zu Hunderten Toten, vor allem in der Stadt Bombay (heute: Mumbai).
Seit 1989 befand sich auch der Bundesstaat Jammu und Kashmir in einem Ausnahmezustand. Militante Mudschahedin aus Afghanistan waren über die grüne Grenze ins Land eingedrungen und hatten eine pogromähnliche Stimmung gegen die Hindu-Minderheit in Kashmir entfacht, woraufhin mehr als Hunderttausend Hindus aus Kaschmir flohen. Die indischen Sicherheitskräfte antworteten mit entsprechenden drakonischen Gegenmaßnahmen, wobei häufig die Zivilbevölkerung die Leidtragende war.
Bei der Parlamentswahl 1996 kam es wieder nicht zu einer klaren Mehrheit, weswegen kurzlebige Janata Dal-Minderheitsregierungen gebildet wurden. Im Jahre 1997 übernahm mit K. R. Narayanan erstmals ein Kastenloser (Dalit) als Staatspräsident das höchste Amt im Staat. 1998 und 1999 wurde erneut gewählt und eine Multiparteienkoalition unter Premierminister Atal Bihari Vajpayee (BJP) kam ins Amt. 1999 kam es außerdem zu einem neuen unerklärten Grenzkrieg im Hochgebirge von Kaschmir mit Pakistan (Kargil-Krieg).
Unter Vajpayee gab es weitere Wirtschaftsreformen. Vajpayee veranlasste auch erneute Atombombentests, um den Status Indiens als Atommacht erneut zu untermauern.
In den Jahren 2002 und 2003 drohte ein Krieg Indiens gegen Pakistan wegen dessen anhaltender Unterstützung muslimischer Rebellen im indischen Teil Kaschmirs.
Nach einem Anschlag auf einen Zug mit Hindu-Pilgern im Jahr 2002 kam es zu Ausschreitungen gegen Muslime in Gujarat, die von der regierenden Bharatiya Janata Party (BJP) nur halbherzig bekämpft wurden. Dies brachte die ganze BJP-geführte Regierung Vajpayee bei moderaten Hindus in Misskredit. Die BJP-Wahlkampagne Shining India („Glänzendes Indien“), mit der auf die wirtschaftlichen und politischen Erfolge der Regierung hingewiesen werden sollte, verfing außerdem nicht, da sie nicht den subjektiven Wahrnehmungen von weiten Teilen der Bevölkerung entsprach.

### Seit 2004
Bei der Parlamentswahl vom Mai 2004 erzielte die oppositionelle Kongresspartei unter Sonia Gandhi einen unerwarteten Sieg. Sonia Gandhi, Ehefrau des 1991 ermordeten Premierministers Rajiv Gandhi und Kongress-Parteiführerin, verzichtete auf das Amt als Regierungschefin. Neuer Ministerpräsident wurde am 22. Mai 2004 Manmohan Singh – der erste Angehöriger der Sikh-Religion im Amt des Premierministers.
Infolge des Tsunamis nach dem Seebeben im Indischen Ozean vom 26. Dezember 2004 vor Sumatra starben in Südostindien mindestens 12.407 Menschen (bis 24. Juni 2005 bestätigt, möglicherweise sogar über 16.000).
2005 erhielt Indien gleichzeitig mit Pakistan und dem Iran den Status als Beobachter bei der Shanghaier Organisation für Zusammenarbeit
Bei der Wahl im Jahr 2009 konnte die regierende Mehrparteienkoalition unter Führung der Kongresspartei ihre Mehrheit ausbauen und Manmohan Singh wurde im Amt als Premierminister bestätigt. In der Dekade zwischen 2003 und 2012 erlebte Indien ein anhaltend hohes Wirtschaftswachstum von durchschnittlich 7–8 % jährlich. In der zweiten Hälfte der Legislaturperiode ab 2009 wurden jedoch auch die Schwächen, der von dem mittlerweile fast 80-jährigen Singh geführten Regierung, immer deutlicher. Dazu zählten ungenügende Investitionen in die Infrastruktur, ungenügende Bildungsinvestitionen und eine ineffiziente Bürokratie. Mehrere Parteien verließen die Regierung, wodurch diese ihre parlamentarische Mehrheit verlor und von den Linksparteien (Kommunisten etc.) abhängig wurde, die weitere Wirtschaftsreformen blockierten. Auf Seiten der Opposition stilisierte sich der BJP-Spitzenkandidat Narendra Modi als dynamischer Modernisierer. Bei der Parlamentswahl 2014 konnte die BJP unter der Führung Modis in einem Erdrutschsieg („Modi wave“) die absolute Mehrheit der Wahlkreise gewinnen und stellte seitdem die Regierung mit Narendra Modi als Premierminister.
2019 erlitt das Land eine erneute Hitzewelle. Nach einer im Dezember 2019 erlassenen Staatsbürgerschaftsreform, das religiös verfolgten Flüchtlingen, mit Ausnahme von Muslimen, schneller Asyl in Indien gewährt, kam es im selben Monat und zu Beginn des Jahres 2020 zu starken Protesten der muslimischen Bevölkerung Indiens.

## Bibliographie
- Indische Geschichte vom Altertum bis zur Gegenwart. Literaturbericht über neuere Veröffentlichungen von Hermann Kulke, Horst-Joachim Leue, Jürgen Lütt und Dietmar Rothermund. Historische Zeitschrift (HZ), Sonderheft 10. München : Oldenbourg 1982 – Übersicht mit Hinweisen auf Kontroversen und den Stand der Forschung